# Municipio de Grant (condado de Buena Vista)
El municipio de Grant (en inglés: Grant Township) es un municipio ubicado en el condado de Buena Vista en el estado estadounidense de Iowa. En el año 2010 tenía una población de 308 habitantes y una densidad poblacional de 3,29 personas por km².

## Geografía
El municipio de Grant se encuentra ubicado en las coordenadas 42°41′27″N 95°5′33″O / 42.69083, -95.09250. Según la Oficina del Censo de los Estados Unidos, el municipio tiene una superficie total de 93.6 km², de la cual 93,6 km² corresponden a tierra firme y (0 %) 0 km² es agua.

## Demografía
Según el censo de 2010, había 308 personas residiendo en el municipio de Grant. La densidad de población era de 3,29 hab./km². De los 308 habitantes, el municipio de Grant estaba compuesto por el 97,4 % blancos, el 0,65 % eran afroamericanos, el 0,32 % eran asiáticos, el 1,62 % eran de otras razas. Del total de la población el 3,9 % eran hispanos o latinos de cualquier raza.